# Warta (Stadt)
Warta (deutsch 1943–1945 Liebwart) ist eine Stadt in der Woiwodschaft Łódź in Polen. Sie ist Sitz der gleichnamigen Stadt-und-Land-Gemeinde mit 12.510 Einwohnern (Stand 31. Dezember 2020).

## Geografische Lage
Der Ort liegt am linken Ufer der Warthe (polnisch Warta), von der der Ort auch seinen Namen hat.

## Geschichte
Das Gründungsjahr des Ortes ist nicht genau bekannt, das Magdeburger Stadtrecht erhielt Warta 1255 und erhielt dabei auch den deutschen Namen Liebenwerde. 1355 wurde die Stadt vom Deutschen Orden niedergebrannt. 1465 wütete erneut ein Brand in der Stadt, in der zwei Jahre später ein Kloster der Zisterzienser errichtet wurde. Ab 1482 wurden viele Einwohner der Stadt Opfer der Pest. 1507 wütete erneut ein Brand in der Stadt. Während des Schwedisch-Polnischen Kriegs 1655 bis 1660 wurde die Stadt Opfer von Zerstörungen, Epidemien und Bränden.
Bei der Zweiten Teilung Polens wurde der Ort 1793 Teil Preußens. Nach dem Frieden von Tilsit 1807 gehörte die Stadt zum Herzogtum Warschau, ging 1815 an das russisch kontrollierte Kongresspolen und wurde mit diesem zusammen 1831 Teil Russlands. 1870 wurde die Stadt Sitz eines Landkreises.
1908 wurde eine Nervenheilanstalt eröffnet.
Nach dem Ersten Weltkrieg wurde der Ort Teil des neu entstandenen Polens.
Im September 1939 wurde der Ort von der Wehrmacht besetzt. Die etwa 2000 Juden und die 499 Patienten der Nervenheilanstalt wurden 1939 vom SS-Sonderkommando Lange ermordet. Von 1943 bis 1945 wurde der Ort umbenannt in Liebwart. Der Name war eine Bezugnahme auf die deutsche Bezeichnung des Ortes während der deutschen Ostsiedlung Liebenwerde im Mittelalter. Am 20. Januar 1945 erreichte die Rote Armee den Ort. Bei einer Verwaltungsreform wurde die Stadt 1975 Teil der Woiwodschaft Sieradz, eine erneute Reform 1999 löste diese auf und Warta kam zur Woiwodschaft Łódź.
Im Zuge der Eingliederung der Stadt nach Preußen 1792 wurde in einer Erhebung festgestellt, dass es 132 Häuser mit 951 Menschen gab.
| Jahr          | 1792 | 1826 | 1858 | 1881 | 1904 | 2005 |
| Einwohnerzahl | 951  | 2625 | 3212 | 4490 | 5345 | 3365 |

## Wappen
Die älteste bekannte Abbildung eines Wappens stammt vom Ende des 16. Jahrhunderts. Am 29. Juni 1978 wurde dem Ort wieder das alte Wappen verliehen. Es zeigt auf blauem Grund ein rotes geöffnetes Tor. Hinter der roten Mauer sind drei gleich große ebenfalls rote Türme zu sehen. Unter dem Tor ist ein silberner Adler zu sehen. Der Adler war ursprünglich ungekrönt, seit 1990 trägt er eine goldene Krone.

## Gemeinde
Zur Stadt-und-Land-Gemeinde (gmina miejsko-wiejska) Warta gehören die Stadt selbst und 48 Dörfer mit Schulzenämtern.

### Partnerschaft
Die Gemeinde Warta unterhält eine Städtepartnerschaft mit der nordrhein-westfälischen Stadt Lengerich.

## Sehenswürdigkeiten

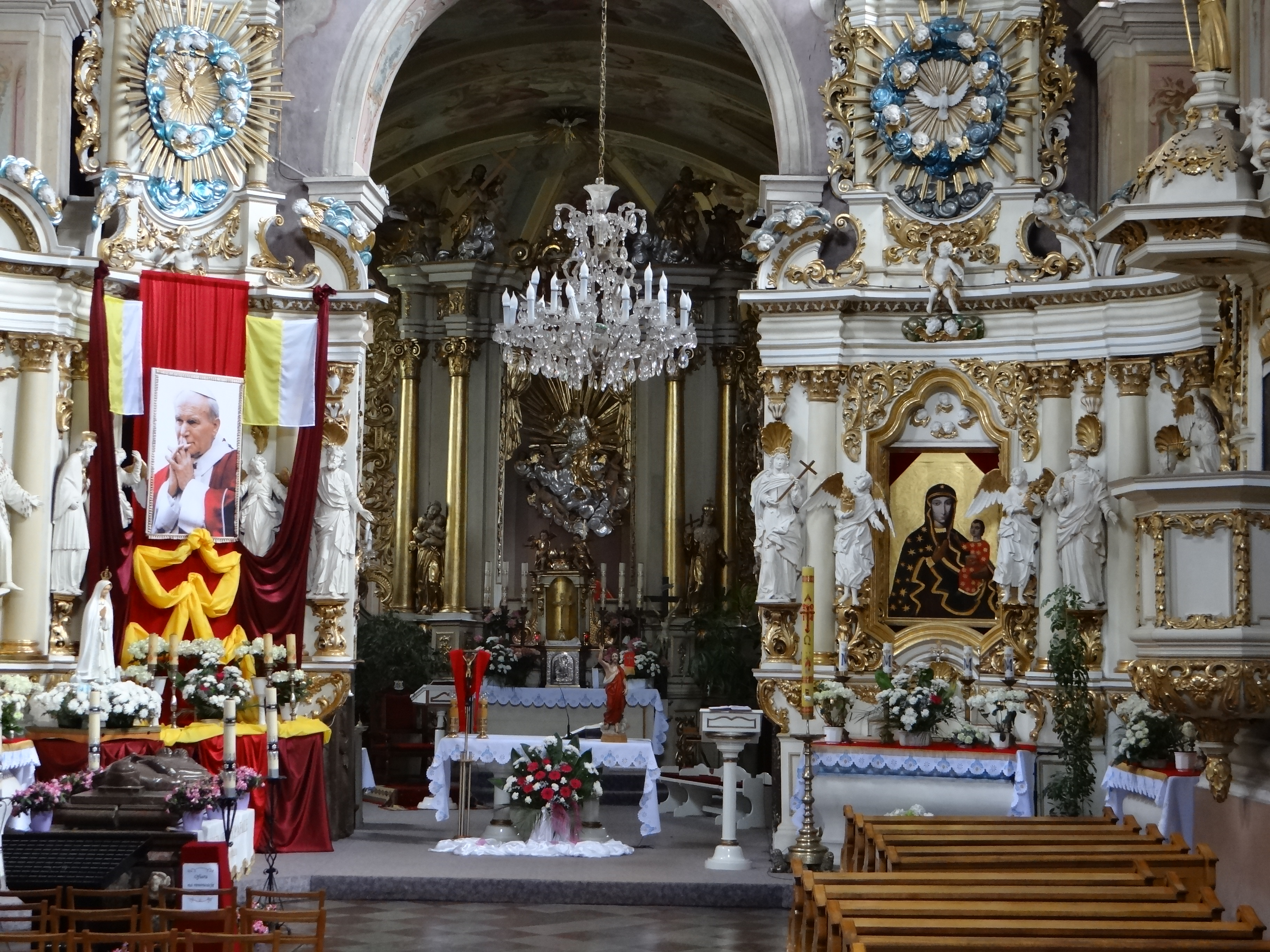
Kirche der Zisterzienser

- Kloster und Kirche der Zisterzienser aus dem 15. Jahrhundert.
- Das Rathaus von 1842 wurde 1939 zerstört, danach aber nach altem Vorbild wiederaufgebaut.
- Die Kirche des Heiligen Nikolaus wurde Mitte des 14. Jahrhunderts errichtet und im 17. Jahrhundert umgebaut.

## Persönlichkeiten
- Sarah Goldberg (1921–2003), polnisch-belgische Widerstandskämpferin gegen den Nationalsozialismus